# Aleksandra Ochtera
Aleksandra Ochtera (ur. 3 lipca 2004 w Koszalinie) – polska niepełnosprawna pływaczka.

## Życiorys
Aleksandra urodziła się w 2004 roku w Koszalinie bez prawej dłoni. Przygodę z pływaniem zaczęła w trzeciej klasie szkoły podstawowej. Po roku trenowania zdobyła pierwsze miejsce na mistrzostwach Polski osób niepełnosprawnych w Tychach. Zdobyła wtedy również tytuł najlepszej zawodniczki.
Skończyła Sportową Szkołę Podstawową nr 1 im. Polskich Olimpijczyków w Koszalinie.

## Wyniki
| Rok  | Zawody             | Miejscowość | Konkurencja                    | Wynik       | Pozycja    |
| ---- | ------------------ | ----------- | ------------------------------ | ----------- | ---------- |
| 2018 | Mistrzostwa Europy | Dublin      | 100 m stylem grzbietowym (S10) | 1:20,81     | 7. miejsce |
| 2018 | Mistrzostwa Europy | Dublin      | 100 m stylem klasycznym (SB9)  | 1:36,08     | 6. miejsce |
| 2021 | Mistrzostwa Europy | Madera      | 50 m stylem dowolnym (S10)     | 31,63 (el.) | 9. miejsce |
| 2021 | Mistrzostwa Europy | Madera      | 100 m stylem grzbietowym (S10) | 1:23,52     | 8. miejsce |